# 北京地铁西郊线
北京地铁西郊线，又称北京现代有轨电车西郊线或北京地铁29号线，是一条连接中国北京市海淀区的巴沟站与香山站的现代有轨电车线路。主要服务于香山、国家植物园、玉泉郊野公园和颐和园周边区域，兼顾日常通勤及旅游观光的客流。线路全长8.863千米，共设6座地面车站。标识色为 Pantone 1795C ，在线网图中以空心画法标识，现由北京公交有轨电车有限公司运营。
西郊线于2009年6月开工建设，在经历多次工程设计更改后，于2017年12月30日开通试运营。西郊线大部分路段直接铺设在路面中央或地面上，在主要路口处则采用隧道方式通过。线路设计时速最高70公里，但在实际运营时为考虑曲线半径及车辆本身限制，按照平均20公里每小时、局部路段可提高至45公里每小时的速度运营。
2018年10月1日起，西郊线启动高峰期车辆重联运行。

## 历史
连接北京市区至香山的地铁规划可追溯至20世纪80年代。1983年，北京调整了北京地铁3号线的规划，将当时的3号线西端终点站由颐和园北宫门延长至香山，随后，由于北京地铁4号线调整规划，将西直门至北宫门段改为4号线的一部分，北京地铁3号线西段的早期建设规划宣告搁置。
2002年，北京市规划第二条地铁环线，由10号线及11号线组合而成，其中10号线起自蓝靛厂，向东经熊猫环岛（今北土城）、三元桥、国贸后终至宋家庄；11号线起自香山，经蓝靛厂后向南，经公主坟、丰台火车站后再转向东，与10号线成Q型贯通运营。但最终实施时，由于当时预计西郊线平日的高峰小时断面客流仅3000-4000人次，不具备与预计客流远高于西郊线的10号线贯通运营的条件，故11号线的蓝靛厂至宋家庄段合并至10号线，蓝靛厂至香山段则拆分为西郊线，择期实施。
2009年，北京市为响应中国政府应对国际金融危机而推出的经济刺激政策，决定启动西郊线建设，并预计2010年底建成通车。线路采用有轨电车制式，采用高架与地面相结合的形式进行敷设。但由于线路毗邻当时正在建设的南水北调工程引水干渠及部分居民楼，招致相关部门及市民的不满，西郊线建设规划被迫进行调整，部分已建成的工程亦被迫废弃。
2016年4月12日，北京现代有轨电车西郊线颐和园南门站取消，全程的7座车站减少至6座；
2017年12月24日，西郊线完成竣工验收，并于2017年12月30日开通试运营。
2023年8月1日凌晨，受2023年京津冀暴雨影响，北京公交有轨电车公司发布消息称，西郊线自1日首班车起暂时停止运营；8月3日首班车起，西郊线恢复运营。

## 车站
| 巴沟                                   | 0    | 0         | 10号线[2] | 海淀区 | 2017年12月30日 | 地面单侧式站台   | 左侧（往香山方向） 右侧（终到） |
| 颐和园西门                             | 2922 | 2922/3045 | 不適用    | 海淀区 | 2017年12月30日 | 地面侧式站台     | 右侧                            |
| 茶棚                                   | 4427 | 1508/1505 | 不適用    | 海淀区 | 2017年12月30日 | 地面侧式站台     | 右侧                            |
| 万安                                   | 5977 | 1670/1550 | 不適用    | 海淀区 | 2017年12月30日 | 地面侧式站台     | 右侧                            |
| 国家植物园                             | 7710 | 1733/1917 | 不適用    | 海淀区 | 2017年12月30日 | 地面错台侧式站台 | 右侧                            |
| 香山                                   | 8693 | 1167/983  | 不適用    | 海淀区 | 2017年12月30日 | 地面单侧式站台   | 左侧（终到） 右侧（往巴沟方向） |
| 注释                                   |      |           |           |        |                |                  |                                 |
| 1 巴沟站可出站换乘10号线，需另行计费。 |      |           |           |        |                |                  |                                 |

## 车辆
西郊线采用接触网供电（预留第三轨供电条件），车辆由中车大连机车车辆制造，以安萨尔多百瑞达Sirio型为基础，共31组（XJ 001 - XJ 031），每列定员300人，设58个座椅，平日采用单列编组，发车间隔5~6分钟；节假日采用两列重联编组，最小发车间隔可达3分钟；高峰运能可达每小时1万人次。
每列车有5节车厢，2M1T2F 编组，即按动车—悬浮车（没有车轮）—拖车—悬浮车—动车排序，其中动车和拖车设有转向架，拖车车顶装有受电弓，悬浮车车顶装有 Dimac Red 制储能电容，动车车顶装有安萨尔多百瑞达制 022493FD02 型驱动装置（1C1M2群方式控制；内含牵引逆变器、辅助逆变器等）。全列共有4台牵引电机（每节动车各装两台），单台电机的额定功率为 106 kW。
列车采用低地板设计，地面和车辆地板之间高度差为35cm，第一、三、五节车厢设有纵向座椅，第二、四节车厢设有横向座椅，两侧有供残疾人乘车的区域。

## 车辆段
西郊线的车辆段为位于巴沟站附近的巴沟车辆段。

## 购票
与国内其他现代有轨电车不同的是，西郊线采用北京地铁的分段计价系统，即起步票价3元，全程票价4元，乘客在购票后方可进站乘车。
乘客可通过售票机单独购买二维码车票，亦可在闸机处直接使用一卡通刷卡或亿通行APP刷二维码乘车。巴沟站、香山站为封闭式站台，售票机位于站台后方；其余车站为半开放式站台，售票机位于站台一侧，除巴沟和香山站外转换乘车方向时须在当前站台出闸，再从另一侧站台进闸，费用按照两段里程分别计算。
此外西郊线与地铁10号线在巴沟站A出入口附近的非付费区出站换乘，不与其他线路联合计费。

## 事故

### 2018年西郊线列车脱轨及复轨后放飏事故
2018年1月1日14时36分左右，XJ003号列车由于故障回库。在香山站站前道岔进行折返作业时，由于调度人员操作失误，致使道岔在列车在未驶离道岔区域时即发生变轨动作，从而导致XJ003号列车三个转向架全部被道岔挤出轨道，发生故障。由于事发时XJ003号列车已清客，该事故并未造成人员受伤。事发后，西郊线香山站及香山至植物园、植物园至万安区间暂时停运，西郊线巴沟站至万安站区间维持运营。
当晚21时许，北京公交集团调来一台轮式起重机对XJ003号列车进行复轨作业，并在复轨结束后恢复了万安站至香山站的接触网供电。但此时由于操纵杆仍处于牵引位置，复轨后的XJ003号列车瞬间通电并启动牵引电机，在无人操控的状态下自香山站起依靠电力及重力势能向巴沟站方向驶去，直至万安站至茶棚站区间的隧道内因触发车载电路的过热保护而自动停车。此时XJ003号车已在“无人驾驶”的状态下放飏长达6公里，所幸因该区间已处于停运状态且司机未在车上，并未导致人员伤亡。
受XJ003号车脱轨及复轨后放飏事故影响，2018年1月2日首班车起至2月28日末班车时止，西郊线暂时维持巴沟至植物园区间运营，植物园至香山区间则由北京公交集团临时调度数台公交车进行接驳，接驳区间收取车费1元人民币；而在事故中受损的XJ003号车则被封存于巴沟车辆段，此后再未上线运营。
2018年1月22日，北京公交集团发布了此次事故的调查报告，表示车辆故障叠加调度、司机多次失误导致了这次事故的发生。同时，北京公交集团在内部发行的学习资料中叙述了完整事件经过：
|  | 2018年1月1日14:36分左右，西郊线XJ003号车（下称03号车）运行至香山站时发现三个转向架故障，03号车在香山站台清客，决定回库维修。香山站站线长度可容纳两列车，站前配置交叉渡线，因该站另一侧站台不具备上下客条件，且后续XJ009号车（下称09号车）列车接近，调度决定先将09号车接入站线。但因站线正被03号车占用，信号系统无法排列进路，此时调度将03号车占用计轴清零，通过排列进路方式组织09号车正常进站折返。调度要求03号车（司机未解除牵引状态）空车跟随载客运营的09号车运行，但并未将后续进站列车改为人工列车，相关道岔也未单独锁定。当09号车通过道岔区域后，后续进站列车自动触发进站进路，道岔自动变换，03号车此时恰好压入正在转动的道岔，造成03号车脱轨。03号车司机在事故发生后，未及时将主控手柄归零。 现场一片混乱，香山地区封路。后调用大型起重机到达现场，至晚上21时止，共用时7小时将03号车吊回轨道。救援过程中无人发现03号车主控手柄处于“100”的位置，当列车复轨后，直接从香山站失控前冲，顺着香山地势加速下山，现场大量工作人员跑步追车失败，一时间无人知道车辆下落。 后续经过近一小时的搜索，事故列车在万安-茶棚区间隧道内被找到。经确认，车辆溜车6公里后，由于电流过大启动过热保护，车辆在隧道内自动停车。 |

2018年3月1日起，西郊线香山段恢复正常运营。
由於XJ003號列車發生放颺事故時的現場被網友拍攝並上傳到彈幕視頻網站bilibili後爆紅，且放颺事故通常也被稱為溜車事故，西郊線也因此被國內地鐵粉絲戲稱為「西溜線」。

## 图集

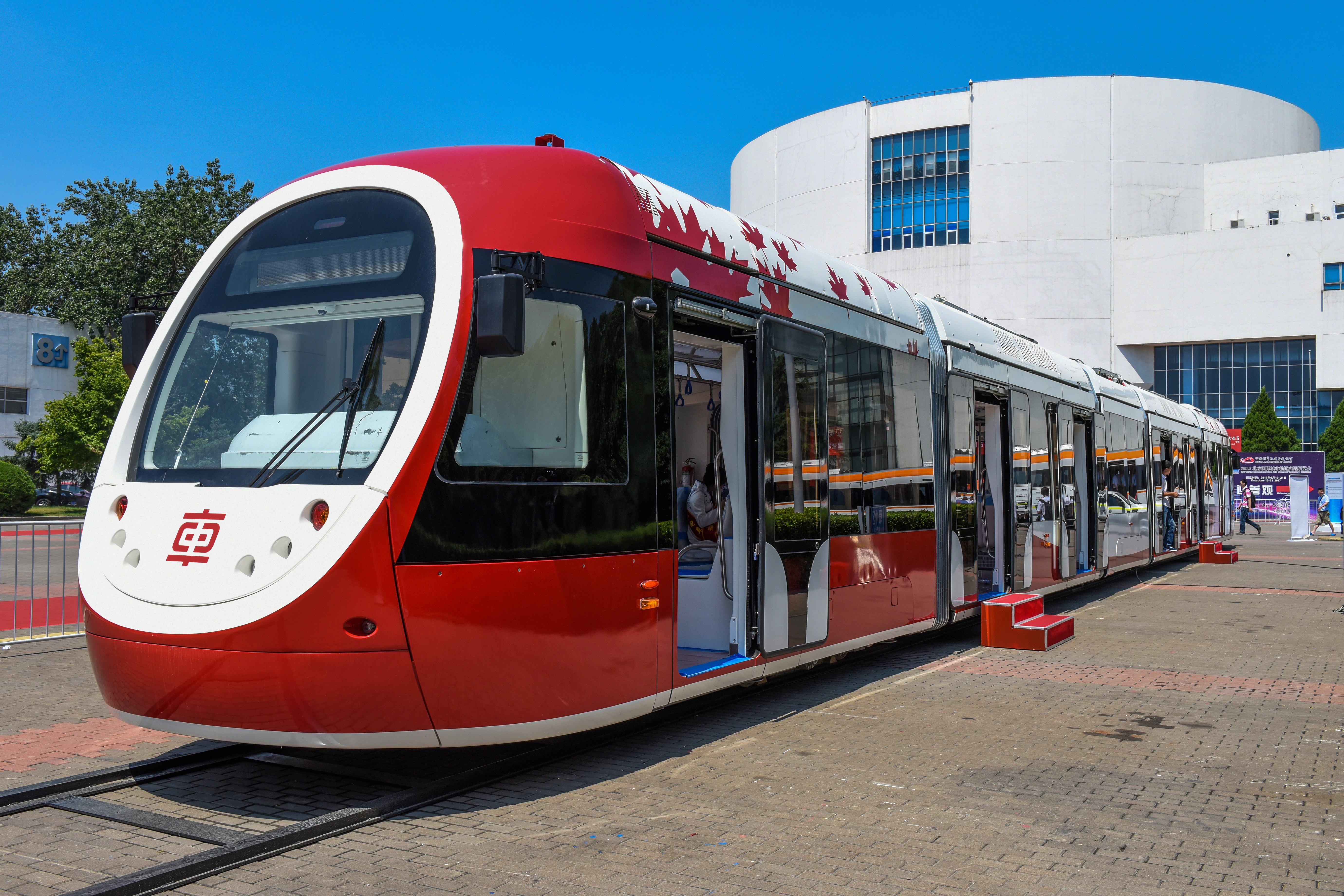
“香山红叶”涂装的列车在中国国际展览中心旧馆展出（2017年6月）
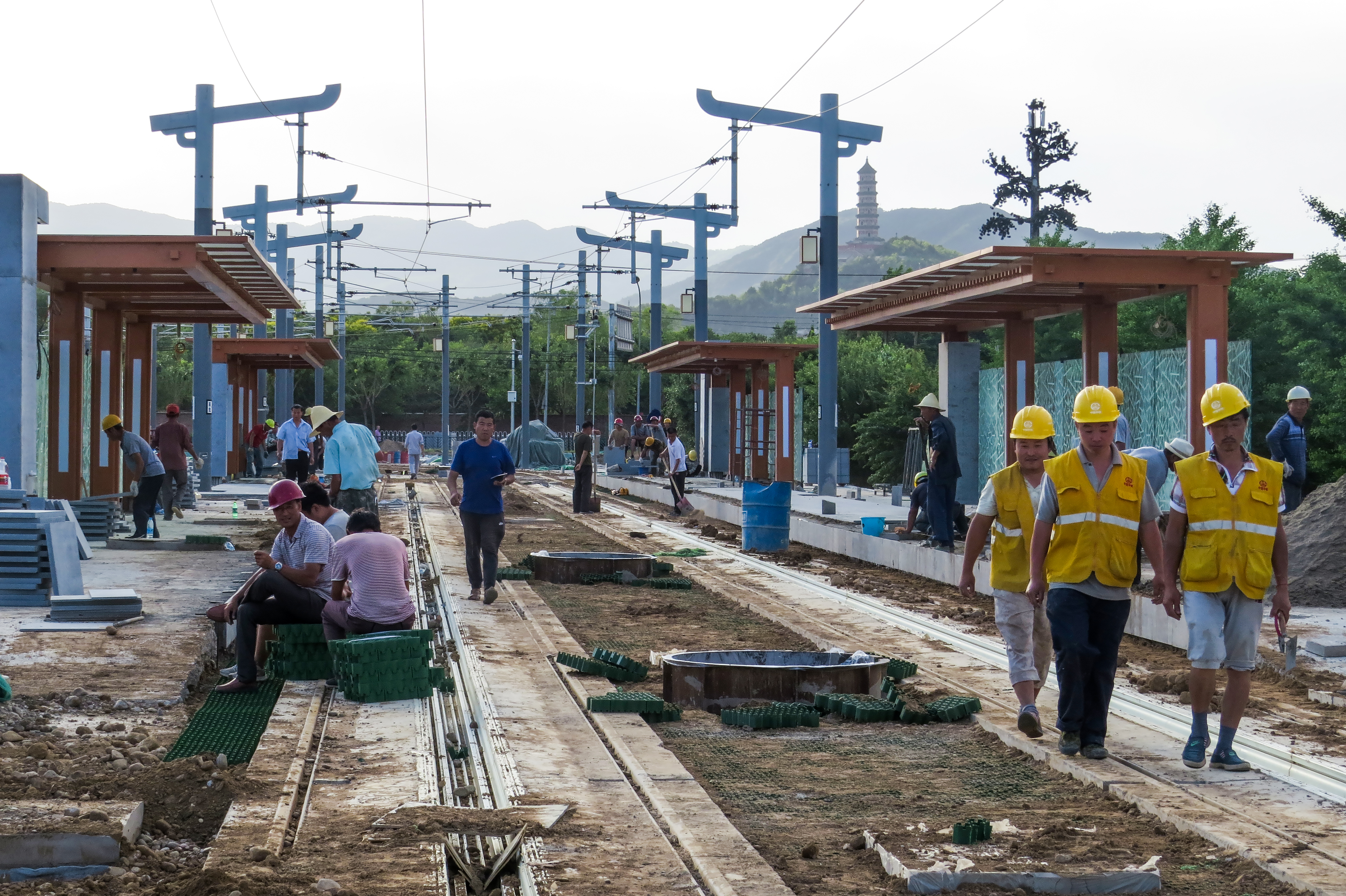
颐和园西门站建设现场（2017年5月）
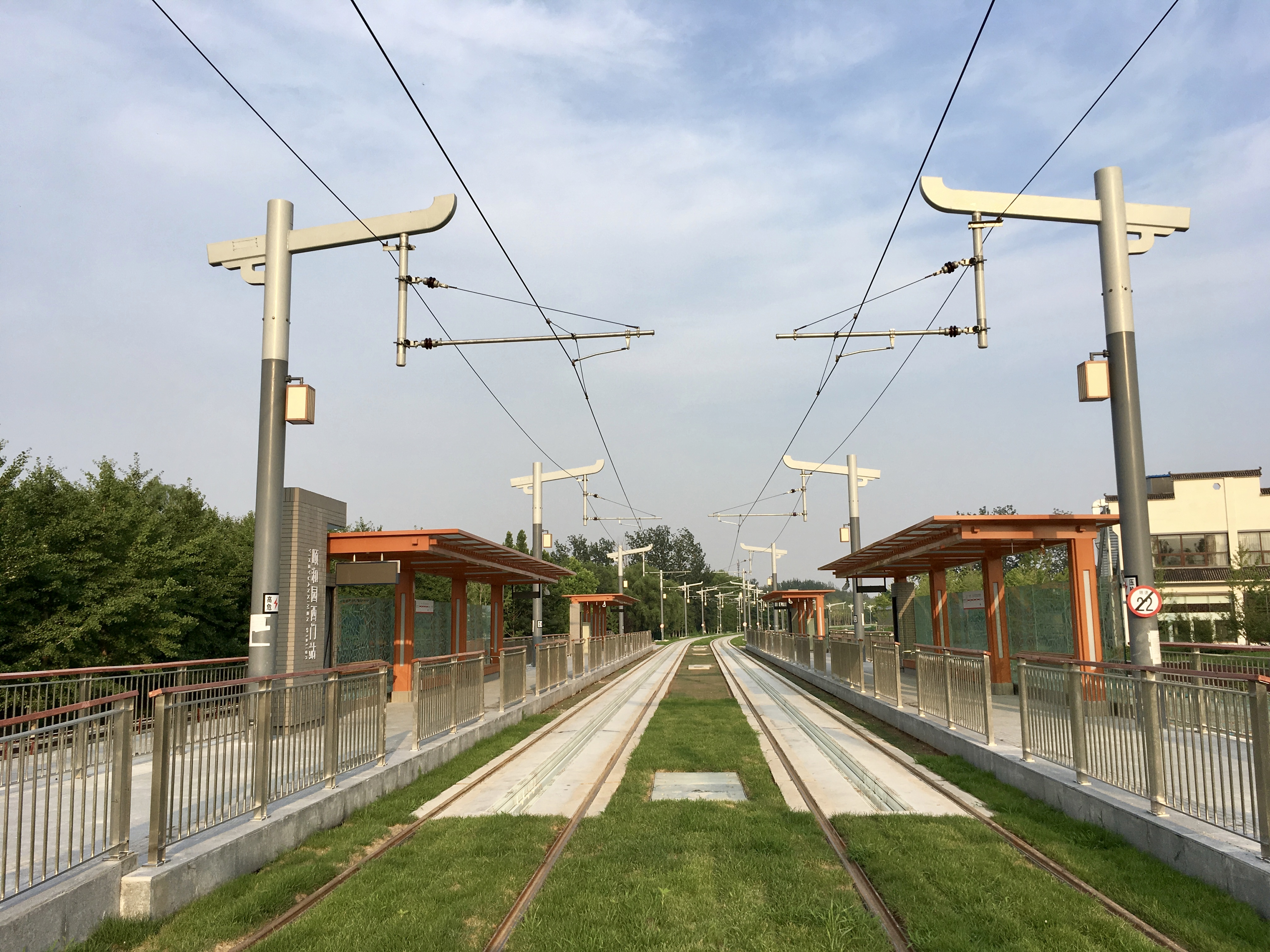
颐和园西门站轨道及站台（2017年8月）
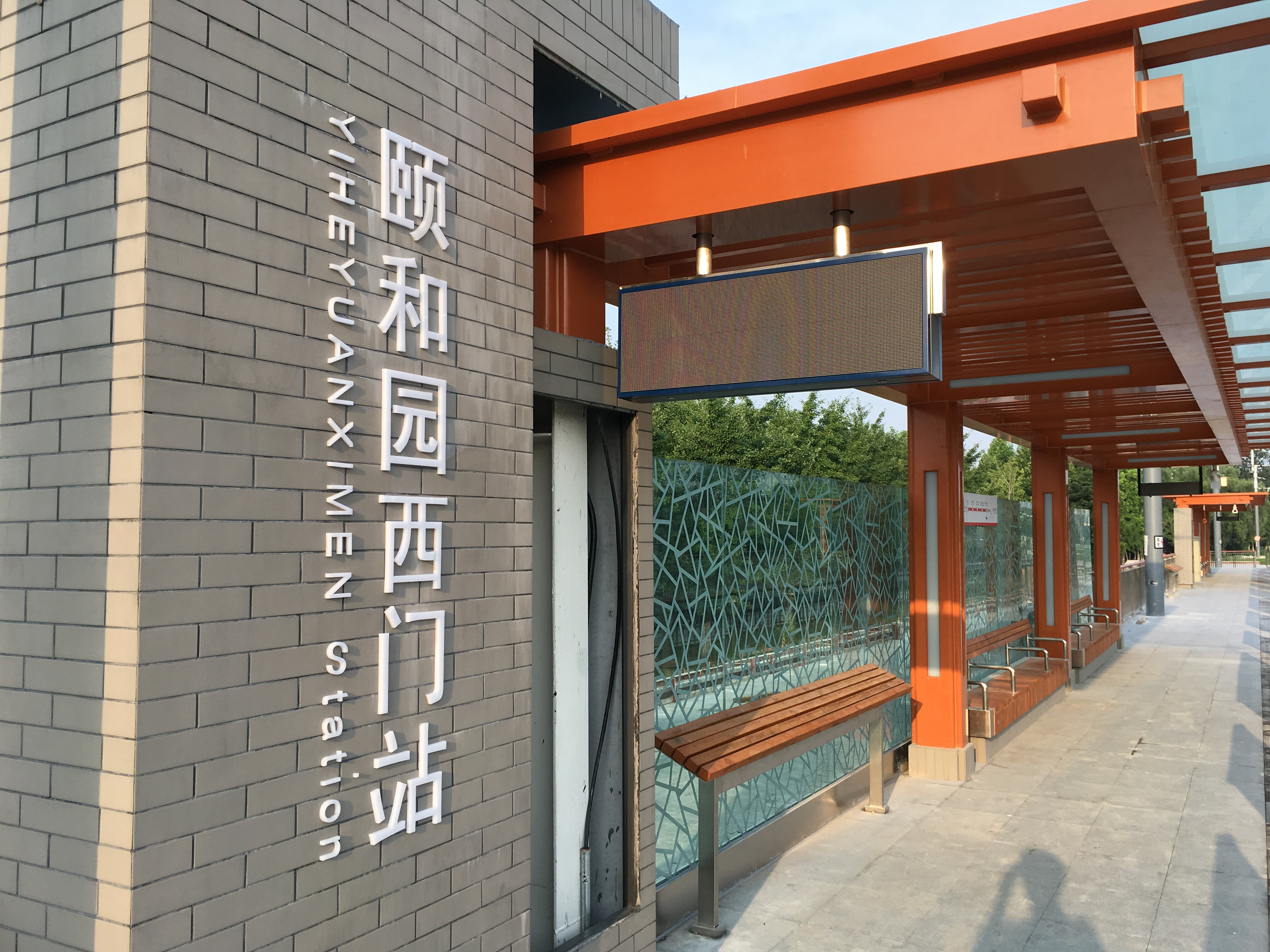
颐和园西门站站名牌
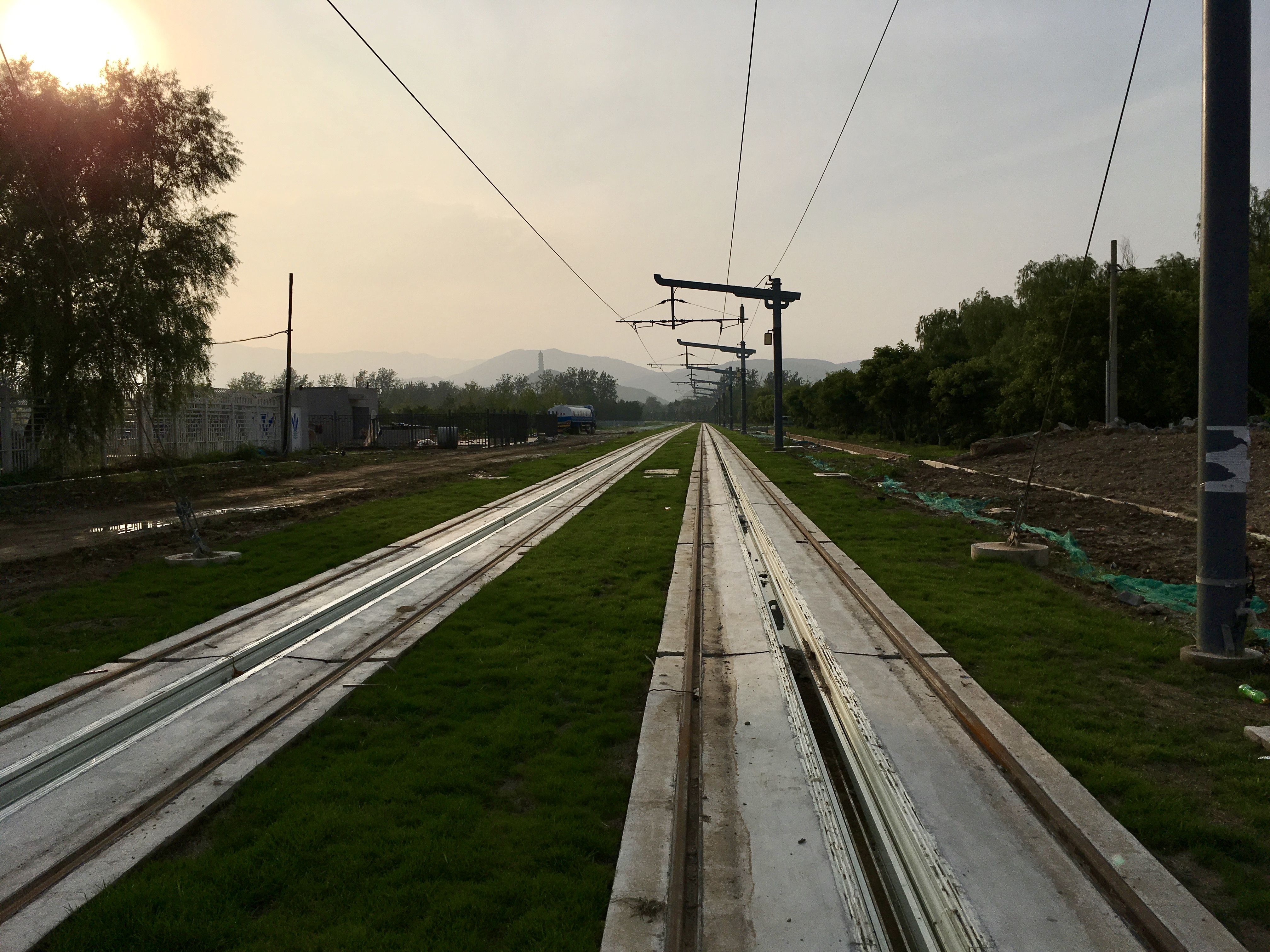
巴沟站-颐和园西门站区间的轨道，前方是颐和园西门站
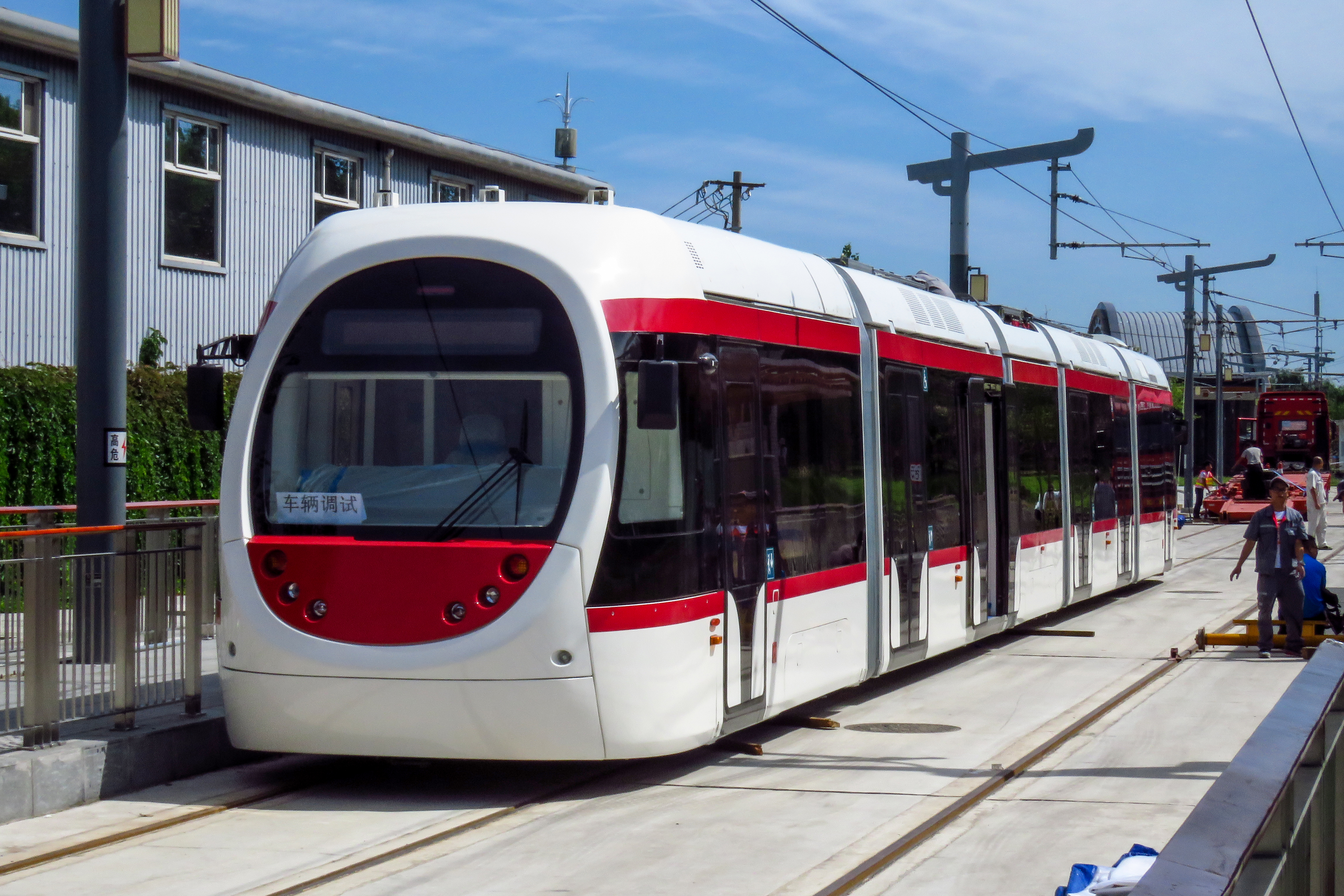
在茶棚站内调试的西郊线列车